# Hidișelu de Sus (gmina)
Hidișelu de Sus – gmina w Rumunii, w okręgu Bihor. Obejmuje miejscowości Hidișelu de Jos, Hidișelu de Sus, Mierlău, Sântelec i Șumugiu. W 2011 roku liczyła 3315 mieszkańców.